# هيو إيفانز
هيو إيفانز (بالإنجليزية: Hugh Evans)‏ (12 ديسمبر 1919 في المملكة المتحدة - 3 فبراير 2010 في المملكة المتحدة) هو مدرب كرة قدم ولاعب كرة قدم بريطاني (وحمل سابقاً جنسية المملكة المتحدة لبريطانيا العظمى وأيرلندا) في مركز مهاجم داخلي. لعب مع برمنغهام سيتي ونادي بورنموث ونادي واتفورد ونادي والسول وBedford Town F.C. ‏ وHitchin Town F.C. ‏ وRedditch United F.C. ‏.

## وصلات خارجية
- هيو إيفانز على موقع قاعدة بيانات كرة القدم.إي يو (الإنجليزية)